# Stenectoneura marcida
Stenectoneura marcida är en kackerlacksart som först beskrevs av Wilhelm Ferdinand Erichson 1842.  Stenectoneura marcida ingår i släktet Stenectoneura och familjen småkackerlackor. Inga underarter finns listade i Catalogue of Life.